# 変な魚釣り
『変な魚釣り』（Cat Fishin、1947年2月22日）は、「トムとジェリー」の作品の一つ。日本においてはパブリックドメインである。

## スタッフ
- 監督 - ウィリアム・ハンナ、ジョセフ・バーベラ
- 製作 - フレッド・クインビー
- 共同製作 - ウィリアム・ハンナ、ジョセフ・バーベラ(全員クレジット無し)
- 脚本 - ウィリアム・ハンナ、ジョセフ・バーベラ(全員クレジット無し)
- 原画 - ケネス・ミューズ、エド・バージ、マイケル・ラー、レイ・パターソン(クレジット無し)、ピーター・バーネス(クレジット無し)
- 音楽 - スコット・ブラッドリー
- 彩色・現像 - テクニカラー
- 録音プロセス - ウェスタン・エレクトリック
- 制作 - メトロ・ゴールドウィン・メイヤー・カートゥーン・スタジオ（英語版）
- 配給 - メトロ・ゴールドウィン・メイヤー

## 作品内容
釣りをしようと池へと赴くトム。だが、その池は立ち入り禁止で周りに柵があり、おまけに入口付近には番犬のスパイクがいた。トムは眠っているスパイクに苦戦しながらも池へと侵入する。
トムは早速、事前に捕まえておいたジェリーをエサ代わりにして釣りを始める。しかし、池の中には凶暴なカワカマスが住んでおり、ジェリーは命からがら逃げ続ける。そのうちにトムやスパイクもカワカマスの被害に会い散々な目に。
暫くしてジェリーは反撃を仕掛けた。スパイクの脚を紐で縛ってトムに釣らせたのだ。魚と勘違いされ無闇に引っ張り回された上、棒で殴られ腹を立てたスパイクはトムを狂気で追い回す。木の上にいたジェリーは釣り竿を持ち、必死に逃げるトムはワラをも掴む勢いで釣り糸を掴む。最終的にジェリーはトムを生き餌にした「犬釣り」を始めるのだった。

## 登場キャラクター
トム
釣りをしようと釣りが禁止されている私有地の池に無断侵入。番犬のスパイクに見つからないよう慎重に行動し、ジェリーをルアー代わりにして魚を釣ろうとする。だがジェリーの策略により間違って釣り上げたスパイクに追い回され、最後は自身がジェリーの釣り竿に捕まりスパイクに食べられそうになってしまう。
ジェリー
トムに釣りのルアーとして酷使されるが、やがて立場が逆転。釣り糸をスパイクに結び替えてトムに釣らせた後、最後は自身が釣竿を使ってスパイクに食べられかけるトムを弄んだ。
スパイク
立ち入り禁止となっている私有地の池に不審者がいないか見張っている。トムの侵入を許してしまうが、カワカマスに襲われた後、ジェリーの策略によってトムの釣竿に捕まり、釣り上げたトムを追い回す。最後はジェリーに釣り上げられたトムを食べようとした。
カワカマス
池に複数匹生息しているピラニアよりも凶暴な魚で、ジェリーを食べようと追い回す。